# Ihova
Ihova – miejscowość w Słowenii w gminie Benedikt.